# Akira Kuroiwa
Akira Kuroiwa (黒岩 彰, Kuroiwa Akira), né le 6 septembre 1961 à Tsumagoi, est un patineur de vitesse japonais.

## Biographie
Aux Jeux olympiques d'hiver de 1988 disputés à Calgary, il a obtenu la médaille de bronze du 500 mètres. Durant sa carrière, il a remporté également deux médailles d'or lors des Championnats du monde de sprint en 1983 et 1987. Après avoir pris sa retraite sportive en 1988, il est devenu entraîneur de patinage de vitesse.

## Palmarès
- Jeux olympiques d'hiver
  -  Médaille de bronze aux Jeux de Calgary 1988 sur 500 mètres

- Championnats du monde de sprint
  -  Médaille d'or en 1983 à Helsinki
  -  Médaille d'or en 1987 à Sainte-Foy
  -  Médaille de bronze en 1986 à Karuizawa

- Coupe du monde
  - Deuxième du 500 m et du 1 000 m en 1986-1987
  - 6 victoires.